# يو إف سي 225
يو إف سي 225: ويتيكر ضد روميرو 2 (بالإنجليزية: UFC 225: Whittaker vs. Romero 2)‏ هو حدث لفنون القتال المختلطة نظمته يو إف سي، أُقيم في 9 يونيو 2018، على يونايتد سنتر في شيكاغو، إلينوي، الولايات المتحدة.